# Violet Monroe
Violet Monroe (Mineápolis, Minnesota; 5 de agosto de 1988) es una actriz pornográfica y modelo erótica y de glamour estadounidense.

## Biografía
Violet Monroe, nombre artístico de Megan Violet Carlson, nació en agosto de 1988 en Mineápolis, ciudad del condado de Hennepin ubicada en Minnesota, en el seno de una familia de ascendencia nativoamericana y holandesa. Comenzó trabajando a los 17 años en una tienda de abastos.
Sus primeros trabajos en la industria fue como modelo de glamour, realizando más tarde sesiones como modelo erótica. Debutó como actriz pornográfica en 2009, a los 21 años de edad.
Ha grabado películas para productoras como Madness, Hustler, Evil Angel, Elegant Angel, Digital Sin, AMK Empire, Kick Ass Pictures, Girlfriends Films, Brazzers, New Sensations, Vivid, Kink.com o Naughty America, entre otras.
En 2018 fue nominada en los Premios AVN en la categoría de Mejor escena escandalosa de sexo, junto a Kacie Castle y Lily Lane, por la película Anal Punishment for Lame Millennials.
Ha aparecido en más de 410 películas como actriz.
Algunas películas de su filmografía son An Orgy of Exes, Blowjob Face 2, Daddy's Buttsluts 2016, Eyelashes, Gangland 77, Hell's Belles, Jerk Off Material 10, Lesbian Bush Worship, Neighbor Affair 34, Strap-On Stories, Tough Muff Gettin' Rough, TS Forbidden Love o Violet Monroe Red Hot.

## Premios y nominaciones
| Año  | Ceremonia                   | Resultado | Premio                              | Trabajo                                 |
| ---- | --------------------------- | --------- | ----------------------------------- | --------------------------------------- |
| 2015 | Premios AVN                 | Nominada  | Premio fan: Culo más épico          | —                                       |
| 2015 | Spank Bank Awards           | Nominada  | Best "Come Fuck Me" Eyes            | —                                       |
| 2015 | Spank Bank Awards           | Nominada  | Best "O" Face                       | —                                       |
| 2015 | Spank Bank Awards           | Nominada  | Fucking Nerd of the Year            | —                                       |
| 2015 | Spank Bank Awards           | Nominada  | Most Photogenic                     | —                                       |
| 2015 | Spank Bank Awards           | Ganadora  | Most Underrated Slut                | —                                       |
| 2015 | Spank Bank Awards           | Nominada  | Ravishing Redhead of the Year       | —                                       |
| 2015 | Spank Bank Awards           | Nominada  | Tweeting Twat of the Year           | —                                       |
| 2015 | Spank Bank Technical Awards | Ganadora  | Best Self Photographer              | —                                       |
| 2015 | Spank Bank Technical Awards | Ganadora  | World's Sweetest Slut               | —                                       |
| 2016 | Spank Bank Awards           | Nominada  | Best "Come Fuck Me" Eyes            | —                                       |
| 2016 | Spank Bank Awards           | Nominada  | Customs Making Mogul of the Year    | —                                       |
| 2016 | Spank Bank Awards           | Ganadora  | Prettiest "Whore Mouth"             | —                                       |
| 2016 | Spank Bank Awards           | Nominada  | Ravishing Redhead of the Year       | —                                       |
| 2016 | Spank Bank Awards           | Ganadora  | Tortured Fuck Doll of the Year      | —                                       |
| 2016 | Spank Bank Technical Awards | Ganadora  | Best Texter                         | —                                       |
| 2016 | Spank Bank Technical Awards | Ganadora  | Vampire Sweetheart                  | —                                       |
| 2017 | Premios AVN                 | Nominada  | Premio fan: Culo más épico          | —                                       |
| 2017 | Premios XRCO                | Ganadora  | Unsung Siren of the Year            | —                                       |
| 2017 | Spank Bank Awards           | Ganadora  | Bionic Butthole                     | —                                       |
| 2017 | Spank Bank Awards           | Nominada  | Deepest Throat                      | —                                       |
| 2017 | Spank Bank Awards           | Ganadora  | Most Underrated Slut                | —                                       |
| 2017 | Spank Bank Awards           | Nominada  | Red Bottomed Babe of the Year       | —                                       |
| 2017 | Spank Bank Technical Awards | Ganadora  | Habitual Masturbator                | —                                       |
| 2017 | Spank Bank Technical Awards | Ganadora  | World's Sweetest Pervert            | —                                       |
| 2018 | Premios AVN                 | Nominada  | Mejor escena escandalosa de sexo    | Anal Punishment for Lame Millennials    |
| 2018 | Transgender Erotica Awards  | Nominada  | Mejor artista no transexual         | —                                       |
| 2018 | Spank Bank Awards           | Ganadora  | Deepest Throat                      | —                                       |
| 2018 | Spank Bank Awards           | Ganadora  | Group / Orgy Maestro of the Year    | —                                       |
| 2018 | Spank Bank Awards           | Ganadora  | Most Underrated Slut                | —                                       |
| 2018 | Spank Bank Awards           | Nominada  | The Dirtiest Player in the Game     | —                                       |
| 2018 | Spank Bank Awards           | Nominada  | Tortured Fuck Doll of the Year      | —                                       |
| 2018 | Spank Bank Technical Awards | Ganadora  | Perfectly Proportioned 'Twin Peaks' | —                                       |
| 2018 | Spank Bank Technical Awards | Ganadora  | Tranquil Nymphomaniac               | —                                       |
| 2018 | Inked Awards                | Nominada  | Mejor anal                          | —                                       |
| 2019 | Premios AVN                 | Nominada  | Mejor escena escandalosa de sexo    | Destruction of Violet Monroe            |
| 2019 | Premios AVN                 | Nominada  | Mejor escena de sexo transexual     | TS Pussy Hunters 11: Treacherous TGirls |
| 2019 | Premios AVN                 | Nominada  | Premio fan: Culo más épico          | —                                       |